# Warren Newcombe
Warren A. Newcombe (* 28. April 1894 in Waltham, Massachusetts, USA; † August 1960 in Los Angeles, Kalifornien, USA) war ein US-amerikanischer Spezialeffektkünstler, Matte Painter und Szenenbildner.

## Leben und Werk
Das Studium der Malerei absolvierte Warren Newcombe in Boston unter Joseph De Camp mit einem Abschluss 1914. Einige Jahre lebte er dann in New York City und zog 1918 nach Los Angeles.
Zum ersten Mal in Erscheinung trat Warren Newcombe ab Anfang der 1920er Jahre zunächst als Regisseur und Produzent der Stummfilme The Enchanted City und Sea of Dreams. Während dieser Zeit lernte er die Schauspielerin Hazel Lindsley kennen, die er 1924 heiratete.
1925 begann er seine langjährige Tätigkeit bei Metro-Goldwyn-Mayer. Nach zwischenzeitlichen Tätigkeiten als Matte Painter (auch später z. B. in Der Zauberer von Oz) war er ab den 1930er Jahren bei über 200 Filmproduktionen für die Erstellung der Spezialeffekte zuständig. Seine Arbeiten bei MGM sind eng verbunden mit seinem Vorgesetzten A. Arnold Gillespie, mit dem er gemeinsam drei Mal mit dem Oscar in der Kategorie Beste Spezialeffekte ausgezeichnet sowie einmal für diesen nominiert wurde.
Nebenher war Warren Newcombe auch ein versierter Maler und Lithograf, dessen Werke auch heute noch gehandelt und öffentlich ausgestellt werden, z. B. im Weisman Art Museum (Minneapolis) oder im Nelson-Atkins Museum of Art (Kansas City).
Nach seinen letzten Arbeiten für Alarm im Weltall und Das Land des Regenbaums trat Warren Newcombe 1957 in den Ruhestand. Er starb 1960.

## Auszeichnungen
- 1943 – Oscar – Nominierung in der Kategorie Beste Spezialeffekte für Mrs. Miniver
- 1945 – Oscar – Auszeichnung in der Kategorie Beste Spezialeffekte für Dreißig Sekunden über Tokio
- 1948 – Oscar – Auszeichnung in der Kategorie Beste Spezialeffekte für Taifun
- 1953 – Oscar – Auszeichnung in der Kategorie Beste Spezialeffekte für Schiff ohne Heimat

## Filmografie (Auswahl)
- 1922: The Enchanted City
- 1923: Sea of Dreams
- 1924: America
- 1932: Die Maske des Fu-Manchu
- 1939: Der Zauberer von Oz
- 1941: Arzt und Dämon
- 1941: Die Frau mit den zwei Gesichtern
- 1941: Tarzans geheimer Schatz
- 1942: Tarzans Abenteuer in New York
- 1942: Bataan
- 1942: Mrs. Miniver
- 1943: Madame Curie
- 1943: Kampf in den Wolken
- 1944: Das Haus der Lady Alquist
- 1944: Dreißig Sekunden über Tokio
- 1944: Kleines Mädchen, großes Herz
- 1945: Weekend im Waldorf
- 1946: Die Wildnis ruft
- 1946: Bis die Wolken vorüberzieh’n
- 1946: Ball in der Botschaft
- 1946: Geheimnis des Herzens
- 1946: Eine Falle für den Banditen
- 1947: Endlos ist die Prärie
- 1947: Taifun
- 1947: Anklage: Mord
- 1948: Dr. Johnsons Heimkehr
- 1948: Die drei Musketiere
- 1948: Der Superspion
- 1948: Osterspaziergang
- 1949: The Stratton Story
- 1949: Die Tänzer vom Broadway
- 1949: Madame Bovary und ihre Liebhaber
- 1949: Spiel zu dritt
- 1949: Malaya
- 1950: Einmal eine Dame sein
- 1950: Der Unglücksrabe
- 1950: Tod im Nacken
- 1950: Brustbild, bitte!
- 1950: Wilde Jahre in Lawrenceville
- 1950: Blutiger Staub
- 1950: Liebeslied auf Tahiti
- 1951: Colorado
- 1951: Ein Amerikaner in Paris
- 1951: Hübsch, jung und verliebt
- 1951: Anwalt des Verbrechens
- 1951: Die rote Tapferkeitsmedaille
- 1951: Drei auf Abenteuer
- 1951: Von Gier besessen
- 1951: Der Mordprozeß O’Hara
- 1951: Der Cowboy, den es zweimal gab
- 1951: Karneval in Texas
- 1951: Begegnung in Tunis
- 1952: Mann gegen Mann
- 1952: Scaramouche, der galante Marquis
- 1952: Im Schatten der Krone
- 1952: Singin’ in the Rain
- 1952: Abenteuer in Rom
- 1952: Schiff ohne Heimat
- 1952: Stadt der Illusionen
- 1952: Die letzte Entscheidung
- 1952: Mädels ahoi
- 1952: Frau in Weiß
- 1952: Die Schönste von New York
- 1952: Stärker als Ketten
- 1952: Geborgtes Glück
- 1953: Julius Caesar
- 1953: Eine Leiche auf Rezept
- 1953: Du und keine andere
- 1953: Verrat im Fort Bravo
- 1953: Sombrero
- 1953: Eine Chance für Suzy
- 1954: Grünes Feuer
- 1954: Eine Braut für sieben Brüder
- 1954: Alt Heidelberg
- 1954: Verwegene Landung
- 1955: Treffpunkt Hongkong
- 1956: Schwere Jungs – leichte Mädchen
- 1956: Das kleine Teehaus
- 1956: Alarm im Weltall
- 1957: Dem Adler gleich
- 1957: Das Land des Regenbaums